# Біума
Біума (Біюма, Аюма, Адіома, Гайома, Ваяма,) (*д/н — бл. 961) — 7-й маї (володар) держави Канем в 961—1019 роках (за іншою хронологією — 987—1007).

## Життєпис
Відомостей про нього обмаль. Походив з династії Дугува. Син маї Катурі та Тумаю (Тумайу), доньки Макансі, вождя племені галга. Посів трон за різними відомостями 861 або 987 року. Сприяв розвитку торгівлі, підтримав прихід мусульманських купців, оскільки в цьому вбачав можливість розвитку міста та нових технологій.
Помер за різними відомостями 1007 або 1019 року в місцині Татаму (на північ від озера Чад) або в Таталу. Трон спадкував його син Булу